# Camponotus fieldeae
Camponotus fieldeae är en myrart som beskrevs av Auguste-Henri Forel 1902. Camponotus fieldeae ingår i släktet hästmyror, och familjen myror. Inga underarter finns listade.